# Saint-Germain-de-la-Rivière
Saint-Germain-de-la-Rivière település Franciaországban, Gironde megyében. Lakosainak száma 398 fő (2022. január 1.). Saint-Germain-de-la-Rivière Izon, Lugon-et-l’Île-du-Carnay, La Rivière, Saint-Aignan és Villegouge községekkel határos.

## Népesség
A település népessége az elmúlt években az alábbi módon változott:
| Lakosok száma | 374  | 303  | 314  | 316  | 392  | 383  | 386  | 390  | 393  | 398  |
|               | 1968 | 1982 | 1990 | 2006 | 2013 | 2015 | 2017 | 2019 | 2020 | 2022 |